# Mareno di Piave
Mareno di Piave är en ort och kommun i provinsen Treviso i regionen Veneto i Italien. Kommunen hade 9 638 invånare (2018).